# Ефросина Кастамонитиса
Ефросина Кастамонитиса (на гръцки: Ευφροσύνη Κασταμονίτισσα, † 1186) е византийска аристократка от XII век, съпруга на Андроник Дука Ангел и майка на двама византийски императори – Исак II Ангел и Алексий III Ангел.
Ефросина се омъжва за Андроник Дука Ангел – братовчед на император Мануил I Комнин – около 1150 г. Ражда на съпруга си осем деца – шестима синове и две дъщери. През 1179/1180 г. обаче Андроник се опитал да се разведе с Ефросина, за да се ожени за своята любовница. Тогава плановете му са провалени от императора, който застанал на страната на Ефросин. В нейна подкрепа се изказал и църковният синод, свикан, за да се произнесе по въпроса за поискания развод.
При управлението на император Андроник I Комнин семейството на Ефросина участва в заговор срещу новия император, който обаче е разкрит. Докато повечето заговорници са заловени и ослепени, съпругът и синовете ѝ успяват да избягат от столицата с кораб.
През 1185 г. синът ѝ Исак се присъединява към въстанието на малоазийските градове срещу императора и заедно със свои сподвижници се барикадира зад укрепените стени на град Никея в Мала Азия. Ефросина обаче не успява да напусне столицата и е заловена от хората на императора. За да деморализира обсадените в Никея бунтовници, Андроник I заповядал тя да бъде завързана върху един от тараните, с които обсаждал Никея. Никита Хониат разказва, че по това време тя като по чудо не умряла от преживения тормоз и униженията. Защитниците на Никея обаче изстреляли ракети срещу обсадните машини на Андроник Комнин, внинавайки да не наранят Ефросона. В крайна сметка никейците успели да изгорят обсадните машини и да издърпат Ефросина с въже на безопасност зад стените на града.
Ефросина Кастамонитиса произлиза от видно бюрократично константинополско семейство, което помага на сина ѝ Исак II Ангел да закрепи властта си, след като той детронира император Андроник I Комнин през 1185 г. Така брат ѝ Теодор Кастамонит става най-влиятелният пръв министър в управлението на Исак II.
През 1186 г. Ефросина придружава сина си в похода му срещу стратега на Дирахиум, който се разбунтувал срещу властта на Ангелите. Императорът обсадил и превзел града, но Ефросина починала по пътя на връщане към Константинопол.

## Деца
- Константин Ангел, севастократор 1185 г.
- Йоан Ангел, севастократор
- Алексий III Ангел, византийски император
- Михаил Ангел, ослепен 1184
- Теодор Ангел, ослепен 1184
- Исаак II Ангел, византийски император
- Ирина Ангелина, омъжена за Йоан Кантакузин
- Теодора Ангелина, омъжена за Конрад Монфератски